# 達蓋特 (密歇根州)
達蓋特（英語：Daggett）是位於美國密歇根州梅諾米尼縣達蓋特鎮區的一個村。

## 人口
根據2020年美國人口普查的數據，達蓋特的面積為2.90平方千米，當中陸地面積為2.90平方千米，而水域面積為0.00平方千米。當地共有人口201人，而人口密度為每平方千米69人。